# Гурьев, Виктор Фёдорович
Виктор Фёдорович Гурьев (11 августа 1926 — 22 апреля 2020) — белорусский оперный певец.

## Биография
Родился на Житомирщине в многодетной семье, имел одиннадцать братьев и сестёр. В поисках лучшей доли и спасаясь от голода, семья переехала на Донбасс. Отец работал на шахте, но хорошо пел, как и его сыновья.
Виктор Фёдорович уже в 10 лет начал выступления на сцене в составе семейного хора, но это оборвалось с началом войны. В 1942 году семью эвакуировали на Дон, в Ростовскую область.
За юмористический стишок про полицаев и фашистов 16-летнего Виктора угнали в Германию. Он попал в Эрфурт, где размещался концлагерь, из которого узников водили на работу на завод «Олимпия». Виктор работал в штамповочном цехе.
В 1945 году был освобождён из лагеря союзниками. После фильтрации и проверок начал служить в Советской Армии на территории Германии, где попал в полковой оркестр. Самостоятельно освоил кларнет, но было очевидно, что главные музыкальные перспективы нужно связывать с вокалом.
Поступил в Житомирское музыкальное училище имени В. С. Косенко, которое закончил с красным дипломом. После окончил Минскую консерваторию.
Из-за того, что педагоги не могли определиться с тембром голоса В. Гурьева, ему неправильно подбирали партии, что привело к проблемам с голосом. Потребовалась не только хирургическая операция, но и длительная реабилитация, Виктор Фёдорович выполнил около 200 маленьких ролей, чтобы вновь овладеть голосом в полную мощь. Уже позже он исполнил множество главных ролей в самых разных спектаклях.
В 1960—1992 годах являлся солистом Театра оперы и балета Беларуси, получил звание заслуженного артиста республики. Исполнил более 50 ролей. Среди них — Каварадосси («То́ска»), Хозе («Кармен»), Отелло в одноименной опере, Герман («Пиковая дама») и другие.

## Семья
- жена Лидия Петровна Шевченко — солистка белорусской оперы
  - сын Анатолий Викторович Гурьев — ведущий актёр Театра-студии киноактера
  - дочь Анна Викторовна Гурьева — солистка белорусской оперы